# L'Éternel Mirage
Pour plus de détails, voir Fiche technique et Distribution.
L'Éternel Mirage (Skepp till India land) est un film suédois réalisé par Ingmar Bergman, sorti le 22 septembre 1947.

## Synopsis
Johannes Blom, officier dans la marine, rentre chez lui après de nombreuses années. Il y retrouve Sally, qu'il a aimée dans sa jeunesse.

## Fiche technique
- Titre : L'Éternel Mirage
- Titre original : Skepp till India land
- Réalisation : Ingmar Bergman
- Scénario : Ingmar Bergman d'après la pièce de théâtre de Martin Söderhjelm
- Production : Lorens Marmstedt
- Musique : Erland von Koch
- Photographie : Göran Strindberg
- Montage : Tage Holmberg
- Décors : P.A. Lundgren
- Format : Noir et blanc - Mono
- Genre : Drame
- Durée : 98 minutes
- Dates de sortie : 
  - Suède : 22 septembre 1947
  - États-Unis : 26 août 1949
  - France : 6 septembre 1950
- Affiche : Roger Rojac (France)

## Distribution
- Holger Löwenadler : Capitaine Blom
- Anna Lindahl : Alice Blom
- Birger Malmsten : Johannes Blom
- Gertrud Fridh : Sally
- Naemi Briese : Selma
- Hjördis Petterson : Sofi
- Svea Holst (non créditée) : une femme assistant à l'arrestation de Blom

## Distinctions
Le film a été présenté en sélection officielle en compétition au Festival de Cannes 1947.